# خاندان اوگتای
الگو:Infobox dynasty
خاندان اوگتای (انگلیسی: House of Ögedei) یک خانواده مغول با نفوذ و شاخه ای از قبیله بورجگین از قرن ۱۲ تا ۱۴ میلادی بود. آنها از اوگتای خان (حدود ۱۱۸۶–۱۲۴۱)، پسر چنگیز خان که جانشین پدرش شد و دومین خاقان امپراتوری مغول بودند. اوگتای به گسترش امپراتوری مغول ادامه داد.